# Elica Jankova
Elica Atanasova Jankova (in bulgaro Елица Атанасова Янкова?; Varna, 18 settembre 1994) è una lottatrice bulgara.

## Palmarès

### Olimpiadi
- 1 medaglia:
  - 1 bronzo (Rio de Janeiro 2016 nei 48 kg)

### Europei
- 1 medaglia:
  - 1 bronzo (Riga 2016 nei 48 kg)

### Giochi europei
- 1 medaglia:
  - 1 argento (Baku 2015 nei 48 kg)